# Эчанове, Хуан
Хуа́н Эчано́ве Лаба́нда (исп. Juan Echanove Labanda; род. 1 апреля 1961, Мадрид) — испанский актёр театра, кино и телевидения. Лауреат премии «Гойя» за роль (1993) и за роль второго плана (1987). Лауреат «Серебряной раковины» лучшему актёру (1993).

## Биография
В течение десяти лет изучал юриспруденцию, затем поступил в школу драматического искусства в Мадриде. Первая слава пришла после фильма «Время молчания» Висенте Аранды (1986). За роль второго плана в фильме «Божественные слова» удостоился премии «Гойя» 1987 года. Самый крупный профессиональный успех ожидал актёра после фильма «Мадрехильда», в котором он исполнил роль Франсиско Франко. За эту свою работу Эчанове удостоился премии «Гойя» за лучшую мужскую роль, а также «Серебряной раковины» лучшему актёру на кинофестивале в Сан-Себастьяне.
Хуан Эчанове также известен в Испании как певец и выпустил диск Mucho más que dos.

## Фильмография
- Манолете / Manolete (2007)
- Развод по-американски / The Break-Up (2006)
- Капитан Алатристе / Alatriste (2005)
- Добро пожаловать домой / Bienvenido a casa (2005)
- Morir en San Hilario (2005)
- Нет вестей от Бога / Sin noticias de Dios (2001)
- Город колдунов / Los Reyes Magos (2003)
- Прощание с сердцем / Adiós con el corazón (2000)
- Варварские годы / Los años bárbaros (1998)
- Танго на двоих / Sus ojos se cerraron (1997)
- Всегда есть дорога в правую сторону / Siempre hay un camino a la derecha (1997)
- Записки падшего ангела / Memorias del ángel caído (1995)
- Вздохи Испании / Suspiros de España (1997)
- Цветок моей тайны / La flor de mi secreto (1995)
- Мадрехильда / MadreGilda (1993)
- Мой брат по духу / Mi hermano del alma(1993)
- Historias de la puta Mili(1993)
- Оркестр «Клуб Виргиния» / Orquesta Club Virginia (1992)
- Наедине с тобой / A solas contigo (1990)
- Полёт голубки / El vuelo de la paloma (1987)
- Мисс Карибы / Miss Caribe (1989)
- Божественные слова / Divinas palabras (1987)
- Спуститься за покупками / Bajarse al moro (1988)
- Время молчания / Tiempo de silencio (1986)
- Самая прекрасная ночь / La noche más hermosa (1986)